# Wolters Kluwer
Wolters Kluwer N.V. (Euronext: WKL)  é uma empresa global de edição e serviços de informação.  A empresa está sediada em Alphen aan den Rijn , Holanda.  Wolters Kluwer, na sua forma atual, foi fundada em 1987 com uma fusão entre a Kluwer Publishers e a Wolters Samsom.  A empresa atende aos mercados jurídico, comercial, tributário, contábil, financeiro, de auditoria, risco, conformidade e assistência médica.  Opera em mais de 150 países. 